# Споменик Васи Чарапићу у Београду
 Споменик Васи Чарапићу налази се у градској општини Стари град на раскрсници између улица Француске, Браће Југовића и Булевара деспота Стефана. Одлуком Владе Републике Србије увршћен је у споменик културе.

## Историјат
Склуптура Васи Чарапићу направљена је 1950. године и тада изведена на изложби УЛУС-а. Израдио ју је српски вајар Радета Станковић, а она представља једно од најуспешнијих уметничких остварења Станковића. Васа Чарапић је представљен у енергичном искораку када се спрема да извуче мач, горњи део тела окренут му је унапред, док се као контратежа на леђима вијори, у простор истурена, наборана долама. Постамент споменика је третиран сведено, у форми декоративно необрађеног кубуса, са урезаном инскрипцијом, која садржи име Васа Чарапић, постављеном на фронту. Подест споменика је првобитно конципиран као камена правоугаона површина, благо уздигнута од нивоа тла и смештена као прилаз на предњем делу. Накнадно у склопу партерног и парковског уређења сквера испред некадашњег Ратничког дома, између улица Француске и Браће Југовића, овај подест уклопљен у концепт парковског решења, чиме је површина каменог подеста знатно смањена тако да обухвата плитак простор око постамента.
Споменик је постављен у овом делу града због близине некадашње Стамбол капије, која се налазила на простору данашњег Трга републике, а на њеном простору је Чарапић смртно рањен.
Скултпура је откривена 12. августа 1951. године, а на свечасности је говорио Ђурица Јојкић, председник Извршног одбора Народног одбора града Београда. Јојкић је истакао да је Чарапић био један од бораца против турског феудализма и да се подизањем овог споменика оставља пример како се треба борити за слободу и независност отаџбине.